# XML Metadata Interchange
XMI (acronimo di XML Metadata Interchange) è uno standard OMG per definire, scambiare, manipolare ed integrare oggetti elaborando dati in formato XML.
XMI specifica un modello di scambio informazioni aperto che rende possibile lo scambio di strutture dati ad oggetti in una maniera standard, promuovendo la compatibilità e l'interoperabilità tra le applicazioni. L'uso più comune di XMI è quello di scambiare dati relativi a modelli UML, ma può essere usato per descrivere tutti i metadati che possono essere espressi in MOF.
XMI è un formato stream, cioè può essere memorizzato in un file system, in una base di dati oppure trasferito via internet.

Sono state elaborate diverse versioni di XMI: 1.0, 1.1, 1.2 e 2.0 che è quella attualmente valida.

È uno standard ISO: ISO/IEC 19503:2005